# Sydoriwka (Swenyhorodka)
Sydoriwka (ukrainisch Сидорівка; russisch Сидоровка Sidorowka) ist ein Dorf im Norden der ukrainischen Oblast Tscherkassy mit etwa 800 Einwohnern (2001).

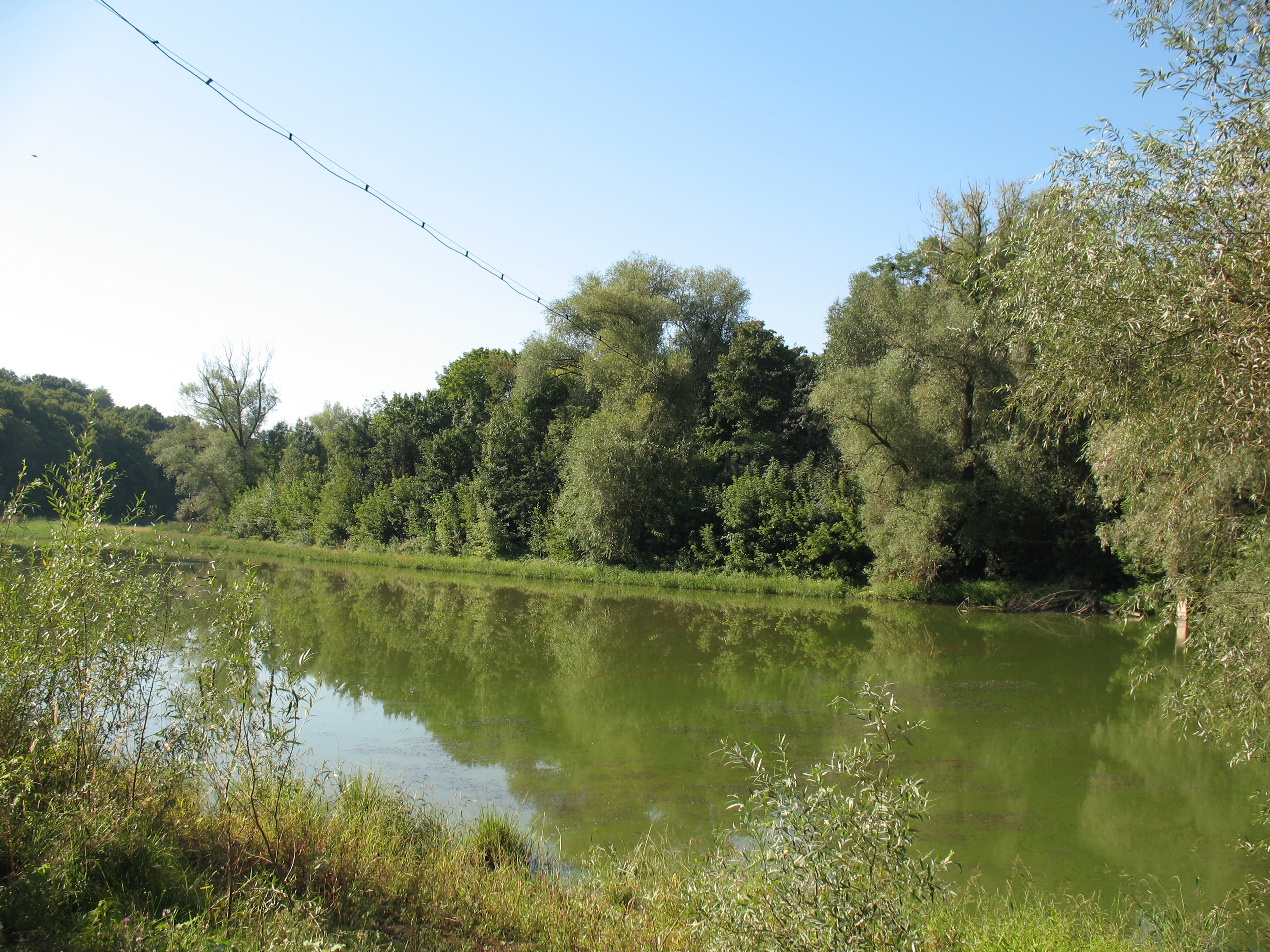
Sydoriwka-Park

Das zu Beginn des 16. Jahrhunderts gegründete Dorf liegt an der Grenze zur Oblast Kiew, im Ort befindet sich der Sydoriwka-Park, ein Denkmal der Landschaftsgartenkunst.
Die Ortschaft liegt 10 km westlich vom Gemeindezentrum Stebliw, 27 km westlich vom ehemaligen Rajonzentrum Korsun-Schewtschenkiwskyj und 95 km westlich vom Oblastzentrum Tscherkassy.
Am 19. September 2016 wurde das Dorf ein Teil der neugegründeten Siedlungsgemeinde Stebliw, bis dahin bildete es zusammen mit den Dörfern Huta-Stebliwska (Гута-Стеблівська) und Skryptschynzi (Скрипчинці) die gleichnamige Landratsgemeinde Sydoriwka (Сидорівська сільська рада/Sydoriwska silska rada) im Südwesten des Rajons Korsun-Schewtschenkiwskyj.
Am 17. Juli 2020 kam es im Zuge einer großen Rajonsreform zum Anschluss des Rajonsgebietes an den Rajon Swenyhorodka.

## Persönlichkeiten
- Wassyl Symyrenko (1835–1915), ukrainischer Industrieller und Mäzen. Symyrenko errichtete in den 1860er Jahren im Dorf eine, mit hochmodernen, teilweise selbst entwickelten Maschinen ausgestattete Zuckerfabrik. Dieses Werk war das zu seiner Zeit Produktivste seiner Art im gesamten Russischen Reich. Außerdem gründete und verwaltete er hier eine der damalig besten ukrainischen Theatertruppen.[5]
- Borys Fedorenko (Борис Федоренко), ukrainischer Maler. Er kam am 23. Februar 1946 im Dorf zur Welt.